# Ekmanianthe
Ekmanianthe Urb. es un género con dos especies de árboles pertenecientes a la familia Bignoniaceae.

## Taxonomía
El género fue descrito por Ignatz Urban  y publicado en Repertorium Specierum Novarum Regni Vegetabilis 20: 308. 1924. La especie tipo es: Ekmanianthe longiflora Urb.

## Especies
- Ekmanianthe actinophylla Urb.
- Ekmanianthe longiflora (Griseb.) Urb. - roble real[4]